# مایکل آلمریدا
مایکل آلمریدا کارگردان، فیلم‌نامه‌نویس و تهیه‌کننده آمریکایی متولد هفت آوریل سال ۱۹۶۰ است.

## قسمتی از فیلم‌شناسی
- نادجا (۱۹۹۴)
- هملت(۲۰۰۰)
- سیمبیلین(۲۰۱۴)
- آزمایشگر(۲۰۱۵)
- تسلا(۲۰۲۰)